# Cryptopygus indicus
Cryptopygus indicus är en urinsektsart som beskrevs av Brown 1932. Cryptopygus indicus ingår i släktet Cryptopygus och familjen Isotomidae. Inga underarter finns listade i Catalogue of Life.